# Universität Málaga

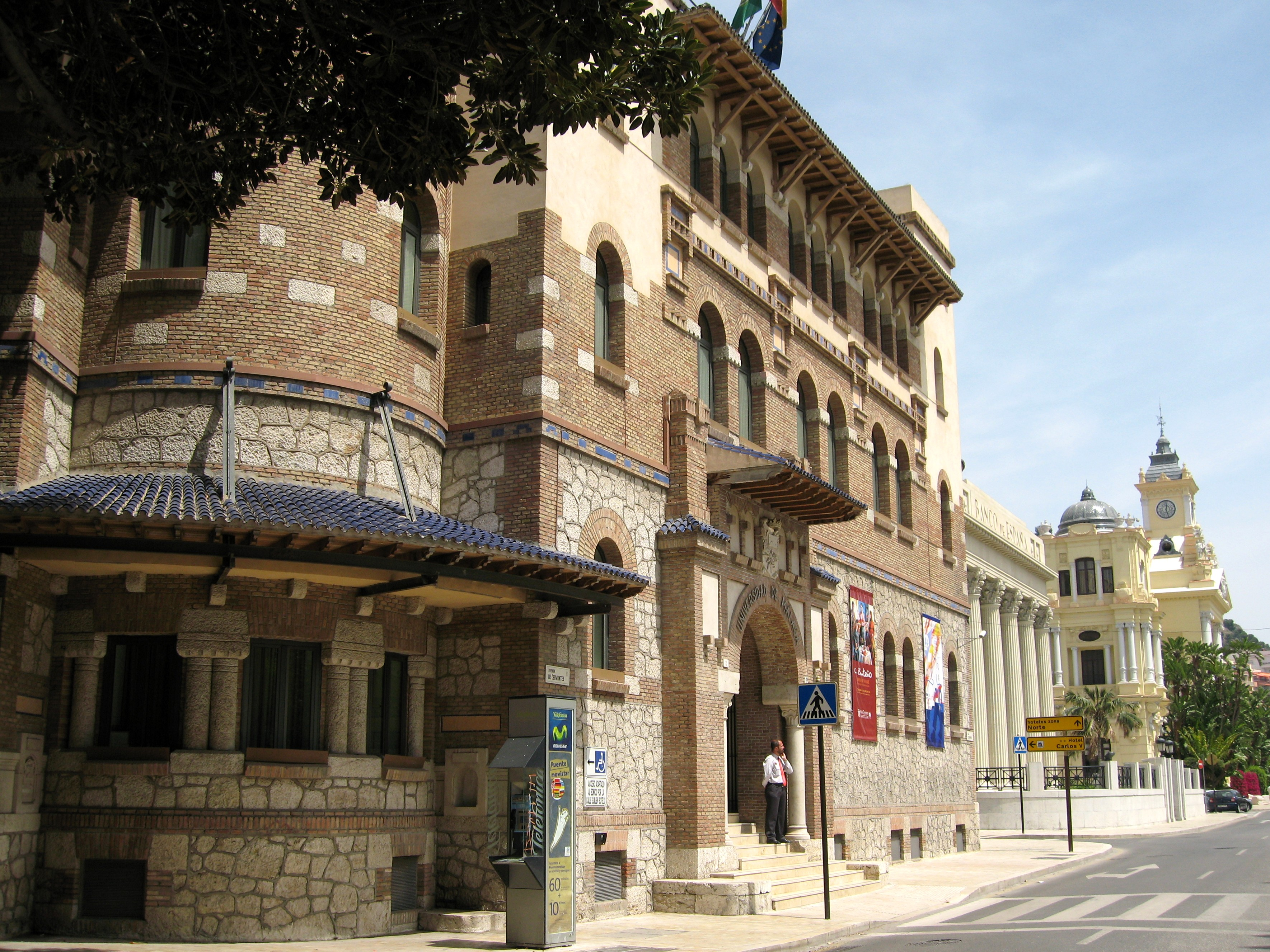
Universität Málaga

Die Universität Málaga (spanisch: Universidad de Málaga; lateinisch: Universitas Malacitana) ist eine staatliche Universität in Málaga (Andalusien) mit rund 40.000 Studenten und 1.300 wissenschaftlichen Angestellten.
Die Universität Málaga wurde auf kommunale Initiative 1968 gegründet und ging am 18. August 1972 in Betrieb.
Die Universität gliedert sich in eine Wirtschaftswissenschaftliche und eine Medizinische Fakultät und betreibt auch Forschung zusammen mit dem Technologie-Park Andalusien. Der Campus (samt Verwaltung) befindet sich im Nordwesten der Stadt (Campus Teatinos), ein weiterer Standort ist El Ejido, weitere Gebäude einzelner Fakultäten befinden sich einzeln in der Stadt verteilt.
Rektorin der Universität ist D. José Ángel Narváez Bueno.
Seit 2014 ist der Campus Teatinos durch eine Linie der neuen Metro Málaga mit der Innenstadt verbunden.